# Узовце
Узовце (словац. Uzovce) — село в Словаччині, Сабинівському окрузі Пряшівського краю.
Уперше згадується у 1370 році.
У селі є римо-католицький костел з 1800 року в стилі класицизму на місці старішого костела з 1-ї половини XIV століття.

## Географія
Розташоване в північно-східній частині Словаччини в північній частині Шариської височини під Чергівськими горами. Протікає річка Дзіков.

## Населення
| Рік:            | 1994. | 2004.   | 2014.   | 2024.   |
| --------------- | ----- | ------- | ------- | ------- |
| Кількість осіб: | 479   | 494     | 531     | 537     |
| Різниця:        |       | +3,13 % | +7,48 % | +1,12 % |

| Рік:            | 2023. | 2024.   |
| --------------- | ----- | ------- |
| Кількість осіб: | 529   | 537     |
| Різниця:        |       | +1,51 % |

У селі проживає 518 осіб.
Національний склад населення (за даними останнього перепису населення — 2001 року):
- словаки — 100,0 %

Склад населення за приналежністю до релігії станом на 2001 рік:
- римо-католики — 98,33 %,
- греко-католики — 1,26 %,
- протестанти — 0,21 %,
- не вважають себе вірянами або не належать до жодної вищезгаданої конфесії — 0,21 %